# A Cor da Tempestade
A Cor da Tempestade é um livro de contos do escritor paranaense Mustafá Ali Kanso, publicado em 2011 pela Editora Multifoco   (com segunda edição prefaciada por Ramiro Giroldo em 2015 ). É uma coletânea que engloba os contos publicados pelo autor entre 2004 e 2011 em diversas antologias no Brasil 
  e inclui mais três contos inéditos. Com um total de 186 páginas a primeira edição do livro conta com prefácio do escritor paulista André Carneiro.
Entre os contos publicados nessa coletânea destacam-se:
O contos “Herdeiros dos Ventos” e “Uma carta para Guinevere” que juntamente com obras de Clarice Lispector foram, em 2010, tópicos de abordagem literária do tema “Love and its Disorders” no “4th International Congress of Fundamental Psychopathology .”
O conto "Propriedade Intelectual" que foi premiado com o primeiro lugar no II Concurso Nacional de Contos da Scarium Megazine (Rio de Janeiro, 2004) e o conto "A Teoria" (Singularis Verita) que foi premiado com o sexto lugar no mesmo concurso .